# Fővárosi Önkormányzat Bajcsy-Zsilinszky Kórháza
A Fővárosi Bajcsy-Zsilinszky Kórház Budapest egyik legnagyobb kórháza, amely a X. kerületben, Kőbányán található. Címe: 1106 Budapest, Maglódi út 89–91. Hivatalos neve 2022-ben Bajcsy-Zsilinszky Kórház és Rendelőintézet.

## Története

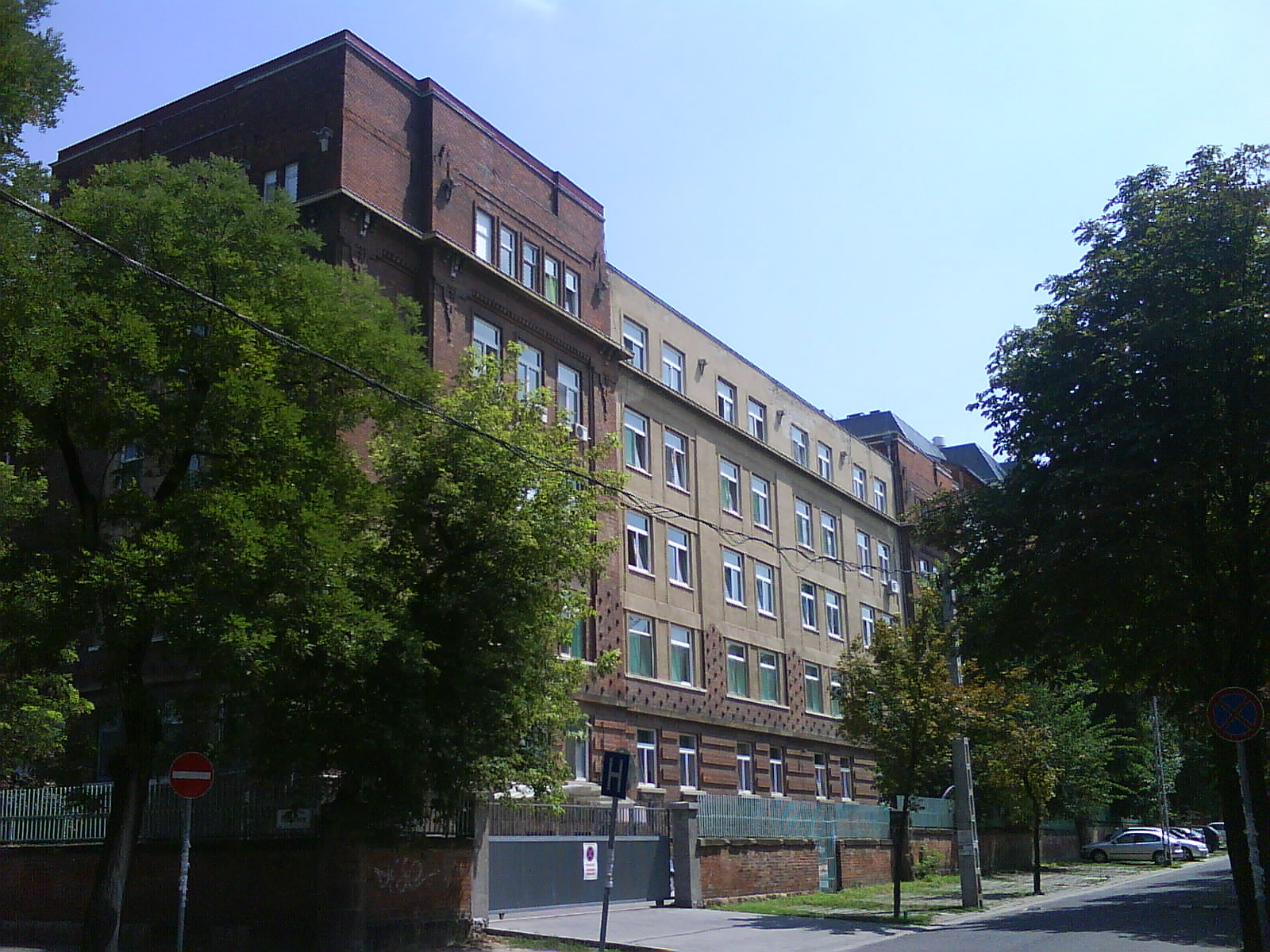
A Kórház főépülete a Lavotta utca felől

1927-ben rendelet született, miszerint a Rózsák terén álló szegényházat egy új, 1600 férőhelyes kórház váltsa fel. 
Az építésre pályázatot írtak ki, amelyre 20 pályázat érkezett be: 1. Schodits Lajos, 2. Neuschloss-Knüsli Kornél és Gyenes Lajos, 3. Szabolcs Ferenc, 4. Ebner Lajos, 5. Friedrich Loránd, 6. Árkay Aladár, 7. Kracsun Virgil, 8. Weimess Marian és Bauer Emil, 9. Tscheuke Hermann, 10. Dümmerling Ödön, 11. Maróthy Kálmán, 12. Kertész K. Róbert, Kismarty-Lechner Jenő és Sváb Gyula, 13. Frecska János, 14. Körmendy Nándor, 15. Mueller Félix, 16. Deli Lajos és Faragó Ferenc, 17. Irsy László, 18. Kotsis Endre, 19. Fischer József, 20. Gerstenberger Ágost és Arvé Károly.
A 12.000 pengős I. díjat Maróthy Kálmán, a 8000 pengős II. díjat Szabolcs Ferenc, a 6000 pengős III. díjat Kertész K. Róbert, illetve Lechner Jenő és Sváb Gyula pályázata közösen nyerte, ezen felül még nem kevesebb, mint 12 pályázatot egyenként 1200 pengős áron megvásároltak.
Végül Maróthy Kálmán és Szabolcs Ferenc terve alapján, pénzügyi okok miatt két ütemben kezdődött el az építkezés. A terveket Rimanóczy Gyula dolgozta össze őket. Az első ütemben a kórházi épület és a tüdőosztály megépítése szerepelt. Az építkezés a vártnál olcsóbb volt, 3 793 701 pengőbe került. 1930 júliusa és 1931 ősze között húzták fel az első ütemben szereplő épületeket, viszonylag rövid idő alatt. A tényleges megnyitás azonban csak 1932-ben volt. A kórház a maga korában még Európában is egyedülállónak számított: sétálókertekkel, nagy teraszokkal és sporteszközökkel is rendelkezett.

A második világháború a kórház rendjét is megzavarta, azonban 1945-re már helyre is állt szinte minden.

1955 és 1971 között történtek az első jelentősebb bővítések. Aztán az 1970-es években hatalmas épületrészekkel bővült a Bajcsy Kórház.

1995 és 2009 között Dr. Papp László volt az intézmény igazgatója.

## Jogállása, közfeladata
Alapító jogainak gyakorlója: Az egészségügyi ágazat irányításáért felelős miniszter.  

Irányító szerve: Emberi Erőforrások Minisztériuma

Fenntartójának neve: Országos Kórházi Főigazgatóság

Közfeladata: járó- és fekvőbetegek diagnosztikus és terápiás szakorvosi ellátása, rehabilitációja és követéses gondozása. 

Az intézmény saját gazdasági szervezettel rendelkező költségvetési szerv. Középirányítója az Országos Kórházi Főigazgatóság.